# فونوگرام رکوردز
شرکت فونوگرام اینکورپوریتد (Phonogram Incorporated) در سال ۱۹۷۰ به عنوان جانشین صنایع فونوگرافیک فیلیپس ، واحدی از گروه گرامافون-فیلیپس (GPG)، که حاصل سرمایه‌گذاری مشترک فیلیپس ان‌وی هلند و زیمنس آلمان بود، تأسیس شد. این شرکت، یک شرکت هلدینگ برای ناشرانی بود که مالک ناشران موسیقی مانند فیلیپس ، فونتانا ، ورتیگو و مرکوری بودند و بسیاری از ناشران دارای مجوز دیگر را نیز توزیع می‌کردند.
گروه گرامافون-فیلیپس در سال ۱۹۷۲ به عنوان گروه پلی‌گرام سازماندهی مجدد شد. پس از خرید شرکت مرکوری در ایالات متحده توسط پلی‌گرام، نام شرکت از Mercury Record Productions, Inc. به فونوگرام رکوردز تغییر یافت. در ایالات متحده، هنرمندان فونوگرام عموماً توسط مرکوری رکوردز منتشر می‌شدند، اما این ناشر مستقل از همتای بریتانیایی خود است.